# Heterozercon degeneratus
Heterozercon degeneratus is een mijtensoort uit de familie van de Heterozerconidae. De wetenschappelijke naam van de soort werd voor het eerst geldig gepubliceerd in 1888 door Berlese.